# Svea livgardes defileringsmarsch
Svea livgardes defileringsmarsch, eller mer korrekt Kungl. Svea Livgardes Defileringsmarsch,  marsch komponerad 1950 av Ille Gustafsson (1898–1981). Marschen går i Ess-dur och är strikt uppbyggd i 8-, 16- och 32-taktersperioder. Den ger ett något ålderdomligt intryck för att vara skriven så sent som 1950, men å andra sidan är den en av de mest praktfulla svenska marscherna. I slutet av marschen går tenor- och barytonspelare upp till ettstrukna Bb, och piccola ska i slutet av marschen ta ett uthållet femstruket c.
Marschen hette ursprungligen Överste von Stedingks marsch, och presenterades som gåva från Gustafsson till överste Gösta von Stedingk, som 1950 skulle avgå som sekundchef för Svea livgarde. På överstens begäran ändrades namnet till Svea livgardes defileringsmarsch.